# Dialettica negativa
(T. Adorno. Dialettica negativa. Introduzione)
Dialettica negativa (titolo originale: Negative Dialektik) è un saggio di teoria critica scritto dal filosofo tedesco Theodor Adorno. La prima edizione italiana è uscita nelle edizioni Einaudi nel 1970. 

## Introduzione
L'intento di Adorno nella sua Dialettica negativa è di liberare la dialettica dalla sua natura affermativa. Liberare la dialettica da Hegel attraverso una critica al fondamento, e restituire il primato al pensiero legato al contenuto. Il suo antisistema si costruisce grazie a una logica consequenziale che non cerca fondazione ma solo una giustificazione.
In risposta all'affermazione di Ludwig Wittgenstein secondo cui "su ciò di cui non si può parlare si deve tacere", Adorno sostiene come compito e sfida della filosofia, proprio l'indagine intorno a ciò di cui non si può parlare, in questo modo egli intende mostrare il carattere antifilosofico della famosa sentenza wittgensteiniana contenuta nel Tractatus logico-philosophicus. Occorre allora comprendere il carattere dialettico di questa contraddizione, districare il paradosso di una filosofia che vuole aprire l'aconcettuale attraverso il concetto, senza per questo renderlo simile, senza uguagliarlo a sé stesso. La contraddizione, in questo senso, è il non identico rispetto all'identità, ed è l'indice della non-verità dell'identità. Per Adorno il concetto è sempre in rapporto con l'aconcettuale, la realtà, ciò che bisogna estinguere è l'autarchia del concetto. Operare con i concetti ma portarli sempre verso il non-identico.
La consapevolezza del carattere costitutivo del non-concettuale nel concetto scioglie la coazione dell'identità. La conoscenza non possiede mai completamente i suoi oggetti e dunque resta sempre in rapporto con l'eterogeneo. Per questo secondo Adorno bisogna giungere tramite il concetto oltre il concetto stesso. Il pensiero conferma questo movimento in quanto è già in sé, prima di ogni contenuto specifico, una negazione, una resistenza contro ciò che ci viene imposto. La critica non liquida il sistema ma spiega di volta in volta le cose da trattare ricorrendo al modo in cui divennero tali. L'attenzione viene allora rivolta al momento singolo nella sua connessione immanente con gli altri. Si nega così il concetto di limite e si assicura a livello teorico che qualcosa resti sempre fuori, poiché l'essenza dinamica (aconcettuale) e l'essenza statica (concettuale) del sistema sono in conflitto.
A differenza che in Hegel, secondo il quale il fenomeno è semplicemente un esempio del suo concetto, per Adorno se il pensiero si estraniasse realmente nella cosa allora l'oggetto stesso inizierebbe a parlare sotto lo sguardo costante del pensiero. La negazione per Adorno è la forza che fa saltare l'indissolubile identità di pensiero e oggetto. Pensare filosoficamente è dunque pensare per modelli, una enciclopedia razionale, discontinua, che contiene elementi di autocritica del pensiero e di critica del sistema. Occorre dunque una dialettica che non resti incollata all'identità ma che si apra al contenuto temporale della verità. Ciò che intendeva superare i dogmi grazie alla certezza di sé è divenuta una conoscenza in cui non accade più nulla. Adorno ammette come Hegel che il primato del soggetto (Spirito) sull'oggetto sia fuori discussione, ma critica la logica hegeliana in quanto espelle da sé l'essente determinato. Vi è dunque bisogno di più soggetto poiché il soggetto, privato della sua sovranità diventa la forma di riflessione dell'oggettività.
L'oggettivazione elimina la qualità ma Adorno ripete che bisogna distinguere ancora nel concetto ciò che sfugge al concetto. Ciò che sfugge è il momento mimetico della conoscenza, l'affinità segreta tra conoscente e conosciuto e la loro differenziazione. L'individuo diventa soggetto nella misura in cui si oggettiva per mezzo della sua coscienza individuale ma ne sfugge attraverso l'autoriflessione. Il pensiero è capace dunque di riconoscere criticamente il carattere coattivo che gli è immanente. Per Adorno solo i concetti possono realizzare ciò che il concetto impedisce. La dialettica negativa si costruisce dunque nel rapporto critico con sé stessa e con la tradizione filosofica precedente.

## Il bisogno ontologico
Il primo avversario è dunque Heidegger. La sua ontologia non si lascia fissare a contenuti determinati e la sua inafferrabilità si trasforma in inattaccabilità. L'atteggiamento spirituale permanente di Heidegger, del “ritorno a” pone semplicemente la domanda più in alto della risposta e per Adorno un pensiero che non si afferma come origine non dovrebbe nascondere il fatto che non produce, bensì riproduce solo ciò che già possiede come esperienza.
Per Adorno dunque Heidegger assorbe la filosofia kantiana attribuendole un contenuto ontologico: uomo, tempo ed essere diventano fenomeni primari dell'esperienza umana. La dialettica negativa esige che l'oggettività sia sempre mediata soggettivamente ma Heidegger per sfuggire alla gabbia della sua soggettività sacrifica la relazione con il concetto discorsivo, momento imprescindibile del pensiero.
Per guarire il concetto di Essere dalla ferita della sua concettualità, la scissione tra pensiero e pensato, Heidegger definisce l'Essere solo tramite sé stesso, cadendo così nella semplice ripetizione del nome. Evita la contingenza del materiale non rinunciando alla concretezza promessa dalla parola 'esistenza'. Sostituendo la parola pensiero (Gedanken) a quella di 'filosofia', la trasforma in un mero gesto rituale, dice Adorno: la sua verità è il suo ammutolirsi.
Il soggetto, che nell'idealismo fonda la conoscenza, viene ora eliminato come un irritante ornamento. Contro il momento limitante e confondente della soggettività, l'ontologia presenta l'assoluta nullità della sua parola suprema come un positivo. L'Essere viene compresso a un punto e si trasforma in categoria elevata alla formula suprema.
Occorre invece una ricezione critica dell'Essere. La coscienza non dell'identità della cosa con il suo concetto ma della frattura tra essi. Ciò che si spacciava come immediato si scopre dunque come reificato. Mediazione e immediatezza sono solo momenti e dunque non costituiscono totalità. Ma d'altronde nessun progetto ontologico può evitare di assolutizzare singoli momenti isolati dal resto. Adorno sostiene dunque la necessità di una critica della ragione per mezzo della ragione e non la sua bandita o eliminazione.
Con il divieto di pensare dunque il pensiero sanziona ciò che meramente è.
La parola 'Essere' acquista il suo senso e la sua apparenza di assolutezza grazie al modo della sua espressione e ciò è reso possibile dall'effetto di alone della parola Essere. La dottrina dell'Essere viene riformulata come dottrina del pensiero che priva l'Essere di tutto ciò che sarebbe altro dal puro pensiero.
Adorno sostiene che la cogenza transoggettiva viene affidata ad un atto di soggettività ponente ma la coscienza che vi si nega viene squalificata come “dimenticanza dell'essere”. La riduzione dell'oggetto a mero materiale ne succhia via la sua propria dinamica; in quanto squalificato viene bloccato, privato di ciò di cui soltanto si potrebbe predicare il movimento. In Heidegger la vita viene polarizzata in totalmente astratto e in totalmente concreto mentre per Adorno questa sarebbe solo nella tensione tra i due.
Forse il bisogno ontologico esprime solo la necessità di non essere sepolti da una dinamica storica contro cui Heidegger si sente completamente impotente. Il soggetto in Heidegger attende un ordine vincolante dall'esterno, eteronomo, che ne fissi il suo fallimento: Incapace di esperire qualcosa che non sia già compreso nel repertorio della uguaglianza costante, scambia l'immodificabilità nell'idea di un eterno, quella del trascendentale.
Dunque occorre una critica immanente, occorre volgere contro l'ontologia la sua propria forza. Il pensiero senza concetto non è, e la filosofia dell'Essere fallisce proprio quando quell'Essere, che avremmo come vero compito di pensare, si chiude a ogni determinazione di pensiero. L'altra faccia della repressione in atto è la maledizione del soggetto pensante, l'oggettivismo di Heidegger.
La copula 'è' non può essere autonoma e per il suo stesso senso si realizza unicamente nella relazione tra soggetto e oggetto. Ogni tentativo dunque di pensare lè' conduce da un lato all'essente e dall'altra al concetto e solo perché acceca la conoscenza dei momenti appare al di là dei momenti. Ogni tentativo di pensare l'Essere conduce a mediazioni cui l'Essere, secondo Heidegger, dovrebbe essere sottratto, ma contro la sua volontà l'essente si afferma all'interno dell'Essere. Heidegger revocando la coscienza, tratta l'inesprimibile in modo immediato, anzi ne fa l'assoluto immediato, bloccandolo. Questa è, per Adorno, la miseria di un pensiero che tenta di porsi al di là del tempo grazie all'assurdità di un oggetto assolutamente astratto.
Heidegger si ferma dunque dopo il primo passo della dialettica della filosofia del linguaggio. Egli vuole ristabilire il potere del nome, ma per Adorno, sulla scia di Karl Kraus, il linguaggio è in continuo divenire nella tensione tra espressione e cosa. Il problema dell'Essere si trasforma dunque in divieto di andare oltre sé stesso, oltre quella tautologia in cui l'Essere manifestandosi non dice altro che essere. In quanto trascende la coscienza l'Essere heideggeriano non può essere né essente né concetto ma per Adorno un fenomeno va oltre sé stesso solo grazie alle sue determinazioni. Ciò che resta indeterminato può essere solo ripetuto in continuazione.
Dopo aver scacciato con la forca l'essente questo si ripresenta nel discorso sulla differenza ontologica. L'Essere non può essere determinato, perché ciò lo coinvolgerebbe nella dialettica soggetto-oggetto, e dunque l'unica risposta possibile è quella della ontologizzazione dell'ontico. L'essente diventa essenza e l'essente equivale al modo d'essere dell'Essere. Ogni essente viene ricondotto al suo concetto ontico facendo scomparire ciò che ne fa un essente rispetto al concetto.
In Hegel il primato del soggetto si costruisce sul fatto che il non-identico può essere determinato solo come concetto (ridotto all'identità) e in tal modo viene messo dialetticamente da parte come ontologicamente ontico. Non c'è identità senza il non-identico e su questo Hegel non si sofferma. La categoria di esistenza in Heidegger svolge la medesima finzione.
L'esistenza è autoritaria in quanto la verità si dà solo nella costellazione di soggetto-oggetto e non può essere ridotta al soggetto o all'Essere. Ciò che di vero vi è nel soggetto, sostiene Adorno, si dispiega nella relazione con ciò che esso stesso non è, e non nell'arrogante affermazione del suo essere così o del suo esserci. In questo panorama di guerra permanente l'esistenza viene consacrata senza il consacrante lasciando sul campo una mera affermazione: affermazione di potere.

## Concetti e categorie
Ora parliamo di concetti e categorie. Abbiamo visto come il pensiero non può scrollarsi di dosso il contenuto materiale e come il concetto non può essere separato dall'io essente. Kant non notava la dialettica soggetto-oggetto mentre Hegel per assicurarsi il primato del soggetto inizia la logica con l'essere e non con il qualcosa. La critica all'ontologia d'altronde non mira a una nuova ontologia, nemmeno a quella del non-ontologico, ma mette in luce il primato del concetto.
Visto che ogni concetto cede di fronte all'essente determinato, la filosofia non può più aspirare alla totalità; mentre in Kant il predominio del concetto voleva restare costante di fronte ai suoi contenuti e quindi si è messo i paraocchi per non vederli, in Adorno risulta indispensabile occuparsi dei contenuti materiali, del non-concettuale, in quanto questo modifica il concetto. Non occorre dunque andare oltre il tempo e lo spazio ma bisogna restare nel tempo e nello spazio.
Soggetto e oggetto non si contrappongono rigidamente, ma si compenetrano a vicenda: il sortilegio esercitato dal soggetto (identità) diviene sortilegio sul soggetto (esclusione del non-identico). La filosofia di Kant è vera poiché distrugge l'illusione del sapere immediato dell'assoluto, ma non vera in quanto lo descrive come un modello che corrisponde a una coscienza immediata (separazione tra 'in sé' e 'per sé').
La dimostrazione di questa non verità è la verità dell'idealismo post kantiano, a sua volta non vero perché equipara la verità mediata soggettivamente al soggetto in sé. Ma, sostiene Adorno, il pensiero è in grado di pensare contro sé stesso, contro la sua normatività senza rinunciare a sé stesso. Niente conduce fuori dalla connessione dialettica d'immanenza se non questa stessa. Tale dialettica è negativa e la sua idea esprime la differenza da Hegel, ovvero dalla comprensione del non-identico in una identità assoluta.
Alcuni sostengono la necessità della liquidazione della teoria ma per Adorno occorre pensare le insufficienze teoriche che hanno generato cattiva prassi; e in questo senso si vede come la prassi sia un concetto eminentemente teorico. La dialettica negativa è dunque il confronto pensante tra concetto e cosa; il pensare in contraddizioni in forza della contraddizione esperita nella cosa e contro di essa.
Ciò è inconciliabile con Hegel poiché l'idea della conciliazione vieta la sua posizione positiva nel concetto. La dialettica negativa è falsa nel partire dal principio di identità ma deve correggersi nel suo sviluppo critico. L'identità è dunque la forma originaria dell'ideologia, coincide con la dottrina dell'adattamento e ne occorre dunque una critica che sarà critica della coscienza costituente.
Occorre dunque penetrare il principio di identità, senza tralasciare l'identità poiché ogni determinazione è identificazione, ma il fine non è l'identico bensì il non-identico. La forza che fa saltare l'identità è quella dell'identità stessa, è quella del pensiero stesso. La conoscenza del non-identico è dialettica.
La domanda è cosa è? e non in che categoria sta? La critica all'identità dunque non la fa scomparire ma la muta qualitativamente poiché la non verità di ogni ottenuta identità è la forma rovesciata della verità. Hegel conosce il dissimile facendoselo simile ma così conosce solo sé stesso.
Il singolare è dunque sia più che meno rispetto all'universale e non si può eliminare la contraddizione oggettiva con un investimento concettuale ma sicuramente si può arrivare a comprenderla. Il movimento dialettico diventa in Adorno autocritica della filosofia. La sintesi come idea suprema e guida viene bandita poiché ipostatizzando il principio di identità il pensiero identificante oggettivizza tramite l'identità logica del concetto. Il suo momento positivo non è dunque nella conciliazione ma nella negazione determinata.
Mentre Hegel metteva in gioco una positività astratta, la negazione determinata non scende a sanzionare l'essente, l'idea di conciliazione rifiuta inconciliabilmente la sua affermazione nel concetto. In Adorno la dialettica è dunque resistenza dell'altro contro l'identità.
La rassegnazione della teoria rispetto al dato lavora per l'esistente. La singolarità non è 'per sé' ma 'in sé' il suo altro, è legata all'altro; ciò che è, è più di quel che è. Il momento unificante sopravvive per il fatto che non si avanza dai concetti gradualmente fino al concetto supremo ma che questi si presentano in costellazione. La parte più intima dell'oggetto si rivela come esterna ad esso e l'insistenza monadologica, ovvero coscienza della costellazione in cui è l'oggetto, serve a penetrarne dall'esterno l'interno.
Soltanto un sapere che ha presente anche la costellazione storica dell'oggetto nel suo rapporto con altri è in grado di liberare la storia nell'oggetto. Attualizzazione e modifica. La conoscenza dell'oggetto nella sua costellazione è conoscenza del processo accumulato in esso.
Negare l'essenza significa dunque mettersi dalla parte dell'apparenza e l'essenziale è talmente contrario all'universalità dominante, l'inessenza, quanto la supera criticamente. La mediazione non è più un momento della soggettività, ma si rivela nell'oggetto stesso; se si liberasse come soggetto, il soggetto uscirebbe dalla oggettività, la quale dipende proprio da questa emancipazione.
Lo strapotere dell'oggettivato nei soggetti impedisce loro di diventare tali e impedisce loro la conoscenza dell'oggettivo. Il concetto è immediatamente mediazione e il suo equivoco risale all'astrazione. Soggetto e oggetto sono dunque una struttura non dialettica in cui si svolge ogni dialettica, questi sono espressione unicamente della non-identità, ma non sono duali, si costituiscono reciprocamente differenziandosi. Il soggetto non è mai del tutto soggetto e l'oggetto non è mai del tutto oggetto: la contraddizione risponde alla totalità del pensiero identificante.
Non bisogna ricondurre l'oggettività al soggetto come hanno fatto sia Kant che Hegel, che per mancanza di autoriflessione hanno dimenticato la mediazione nel mediante: il soggetto. Il momento soggettivo viene avvolto dall'oggettivo, il subjectum si trasforma in objectum, è esso stesso oggettivo, diventa qualcosa di imposto al soggetto in modo limitante. Il pensiero critico intende invece eliminare la gerarchia.
Adorno afferma la preponderanza dell'oggetto: il soggetto crolla per un minimo poiché la sua pretesa è il tutto. Per Adorno l'oggetto può essere pensato solo dal soggetto, ma è costitutivo del soggetto essere anche oggetto, mentre nell'oggetto non vi è soggetto. Il senso della soggettività è essere anche oggetto mentre l'oggetto viene riferito alla soggettività solo nel momento della sua determinazione.
Primato dell'oggetto significa dunque per Adorno la progressiva differenza qualitativa di un in sé mediato, momento della dialettica, non al di là di essa, ma articolantisi in essa. Il primato dell'oggetto è raggiungibile solo per la riflessione soggettiva, e per quella sul soggetto.
Mediazione dell'oggetto significa dunque che non può essere ipostatizzato staticamente e dogmaticamente, ma è conoscibile solo nel suo intreccio con la soggettività. Mediazione del soggetto significa che, letteralmente, non sarebbe senza il momento della oggettività.
Grazie al primato dell'oggetto la dialettica diviene materialistica: l'oggettivo nell'oggetto è ciò che non è spiritualizzabile e l'oggetto diventa materia. La dialettica non è sociologia della conoscenza e il materialismo è l'essenza critica all'idealismo. La teoria critica è autocoscienza teoretica e, in quanto teoria immanente, smentisce la falsa oggettività, la falsa soggettività e il feticismo dei concetti.
La filosofia dell'identità è per Adorno mito sotto forma di pensiero e la violenza implicita in esso strilla al corpo e al dolore, elementi materialistici, di convergere con quello critico per pensare una prassi che possa mutare la società.
La conoscenza non possiede uno schedario dei suoi oggetti, come la polizia di stato, piuttosto li pensa nella loro mediazione. Un pensiero che rispecchia è privo di riflessione, è una contraddizione non dialettica, e senza riflessione dialettica non c'è teoria.